# Вивара IV (Кампобасо)
Вивара IV је насеље у Италији у округу Кампобасо, региону Молизе.
Према процени из 2011. у насељу је живело 22 становника. Насеље се налази на надморској висини од 466 м.